# ハイラム・パーシー・マキシム
ハイラム・パーシー・マキシム（Hiram Percy Maxim、1869年9月2日 - 1936年2月17日）は、アメリカ合衆国の発明家であり、アマチュア無線の先駆者である。クラレンス・デントン・タスカとともに、全米規模のアマチュア無線組織であるアメリカ無線中継連盟(ARRL)を設立した。また、初めて商業的に成功した銃器用サイレンサーを発明したほか、内燃機関用マフラーを開発した。

## 若年期
ニューヨーク市ブルックリン区で1869年9月2日に生まれた。父は世界初の全自動式機関銃「マキシム機関銃」を発明したハイラム・スティーブンス・マキシムである。叔父（ハイラム・スティーブンスの弟）のハドソン・マキシムは、爆薬や弾道推進剤を発明した。妹のアデレードは、イグナツィ・パデレフスキのピアノ調律師として知られるエルドン・ジュベールと結婚した。
1875年に一家でニュージャージー州ファンウッドに移り住んだ。
1886年、当時は2年制だったマサチューセッツ工科大学の機械工学科を17歳で卒業した。

## キャリア
大学卒業後は、ボストンの様々な電力会社で働いた。

### 銃器と自動車
1892年からマサチューセッツ州リンのアメリカン・プロジェクタイル社に勤務した。マキシムは、内燃機関を作ろうとして、上手く行かなかった。後に、ドイツのマイバッハ、ダイムラー、ベンツによるエンジン開発について知らなかったと述べ、「小さなエンジン1台を作るのにも非常に時間がかかることに驚いた」と述べている。ようやく内燃機関の燃焼に成功したが、振動がひどく、油、火、煙などを吹き出すという代物だったという。
1895年初頭、マキシムはアルバート・ポープの元を訪れ、それにより、彼が経営するポープ・マニュファクチャリング・カンパニーの自動車部門で働くことになった。同年11月に開催されるシカゴ・タイムズ＝ヘラルド・レースに向けて自動車を開発したものの間に合わず、審判として参加した。会場でマキシムは、モリス&サロム社が製作した世界初の電気自動車であるエレクトロバットIIに乗せてもらった。1899年、コネチカット州ブランフォードでアメリカ初のクローズドサーキットでの自動車レースが開催され、マキシムが運転するガソリンエンジンのポープ・コロンビア号が優勝した。
マキシムは、初めて商業的に成功した銃器用サプレッサー（サイレンサー）を1902年頃に発明してその製造・販売を行い、1909年3月30日に特許を取得した。マキシムは、自身が発明した装置を「マキシム・サイレンサー」(Maxim Silencer)という商標で売り出し、雑誌に広告を掲載した。
また、サイレンサーの技術を応用して内燃機関用マフラーを開発した。英語圈の国の多くでは、自動車のマフラーは「サイレンサー」と呼ばれている。

### アマチュア無線
マキシムはアマチュア無線を趣味としていた。1914年、アマチュア無線家同士でメッセージを中継する組織があれば良いと考え、地元のアマチュア無線クラブの会長のクラレンス・デントン・タスカとともアメリカ無線中継連盟(ARRL)を設立した。
マキシムのコールサインは、当初はSNY、1WH、1ZMで、第一次世界大戦後は1AWとなり、後にW1AWとなった。このコールサインは、マキシムの死後ARRLに移管され、ARRL本部のクラブ局のコールサインとなっている。ARRLは、21歳以下のアマチュア無線家とARRL会員を対象とした、マキシムの名を冠した賞を授与している。

### 著述
1933年、地球外生命体に関する当時の科学を解説した"Life's Place in the Cosmos"（宇宙における生命の位置）を執筆した。1936年、幼少期の父との思い出を書いた"A Genius in the Family: Sir Hiram Stevens Maxim Through a Small Son's Eyes"（家族の中の天才: 幼い息子の目を通して見たハイラム・スティーブンス・マキシム）と、自動車開発の先駆者として働いていた時期について書いた"Horseless Carriage Days"（馬なし馬車の時代）という2冊の自伝を発刊した。

## 結婚と家族
マキシムは1898年12月21日に、メリーランド州ヘイガーズタウンでジョセフィン・ハミルトン(Josephine Hamilton)と結婚した。ジョセフィンは、元メリーランド州知事ウィリアム・トーマス・ハミルトンの娘だった。2人はコネチカット州ハートフォードに住み、息子のハイラム・ハミルトン・マキシム(Hiram Hamilton Maxim)と娘のパーシー・ハミルトン・マキシム(Percy Hamilton Maxim)をもうけた。
娘のパーシーは、シカゴのジョン・J・グレスナー・ハウスに名を残す実業家ジョン・J・グレスナーの孫のジョン・グレスナー・リー(John Glessner Lee)と結婚した。パーシーは女性有権者連盟の会長を1950年から1958年まで務め、ジョン・F・ケネディ大統領から消費者諮問委員に任命され、委員長に就任した。また、大統領選挙での候補者討論会を提唱し、1955年には上院でジョセフ・マッカーシー上院議員に対抗する証言をした。

## 死去
1936年2月、アリゾナ州フラッグスタッフのローウェル天文台を訪れるためにハートフォードの自宅から鉄道で移動中、車内で体調を崩し、搬送先のコロラド州ラ・フンタの病院で2月17日に死去した。
遺体は、メリーランド州ヘイガーズタウンのローズヒル墓地の、妻の実家の区画内に埋葬された。

## 大衆文化において
マキシムの幼少期についての自伝"A Genius in the Family"は、1946年に"So Goes My Love"のタイトルで映画化された。イギリスでは原作通りのタイトルに変更された。マキシムの役はボビー・ドリスコールが、両親の役はドン・アメチーとマーナ・ロイが演じた。

## 特許
- アメリカ合衆国特許第 594,805号: Motor vehicle (battery electric vehicle)
- アメリカ合衆国特許第 757,941号: Motor vehicle running gear
- アメリカ合衆国特許第 772,571号: Electric motor vehicle
- アメリカ合衆国特許第 845,106号: Motor road vehicle
- アメリカ合衆国特許第 916,885号: Silent Firearm Issued March 30, 1909.

## 著書
- Life's Place in the Cosmos, New York: D. Appleton, 1933.
- A Genius in the Family, New York: Harper, 1936.
- Horseless Carriage Days, New York: Harper, 1936.